# 749 TCN
749 TCN là một năm trong lịch La Mã.